# Nasib, Syria
Nasib (tiếng Ả Rập: نصيب) là một ngôi làng Syria nằm ở huyện Daraa, Daraa. Theo Cục Thống kê Trung ương Syria (CBS), Nasib có dân số 5.780 người trong cuộc điều tra dân số năm 2004. Nasib Border Crossing giữa Syria và Jordan nằm gần ngôi làng.